# Amillorament del Fur
La Llei Orgànica de Reintegració i Amillorament del Règim Foral de Navarra (abreujada en castellà com a Amejoramiento o LORAFNA), de 10 d'agost de 1982, és una norma que dota Navarra d'autogovern, conegut com a règim foral, dintre del disseny autonòmic promulgat per la Constitució espanyola de 1978 i equivalent als Estatuts d'Autonomia. Va ser modificada per la Llei Orgànica 1/2001 i la Llei Orgànica 7/2010.

## Context històric
- El Regne de Navarra va perdre la seva condició de tal el 1841 a través de la "Llei Paccionada Navarresa" com a producte de la fi de les guerres carlines i del sorgiment del centralisme estatal. A pesar d'això va conservar certa autonomia foral.
- La situació de Navarra estava marcada pel fet de ser considerada peça clau per al Nacionalisme espanyol i per al Nacionalisme basc, el que conferia a la societat navarresa de l'època un caràcter convuls, al que s'addicionava el terrorisme, la crisi industrial i les reivindicacions socials i democràtiques pròpies d'aquest moment.[2]
- El 16 de gener de 1977, Martín Villa prohibí la reunió d'Ajuntaments a Etxarri-Aranatz,[3] que l'any anterior s'havia celebrat a Bergara sense incidents. El Ministre visita Pamplona per a explicar la seva postura i és severament recriminat pel llavors alcalde Tomás Caballero Pastor que el 25 de gener de 1977 ordena col·locar la ikurriña a l'ajuntament de Pamplona, després d'un acord municipal en aquest sentit. Aquesta Assemblea es realitzava en el mateix amb el mateix sentit que la celebrada a Estella el 14 de juny de 1931.
- Les accions reivindicatives i terroristes es veien contrarestades per una forta repressió que va originar diversos morts en fets com l'assassinat de Miguel Arregui, regidor d'Ultzama, a les mans d'un guàrdia civil que va resultar penalment condemnat o els successos de Sanfermines de 1978.[4]
- Després de l'aprovació de la Constitució espanyola a la fi de 1978, Navarra seguia comptant amb una diputació franquista formada per set representants de les merindades de la comunitat.
- La Constitució espanyola de 1978 en la seva disposició addicional primera reconeix la pervivència dels règims forals i, en la seva disposició transitòria quarta, preveu un mecanisme d'unió de Navarra a les províncies basques. En aquest moment quan a Navarra s'inicia un debat identitari en el qual es planteja la seva situació en el context del mapa autonòmic.
- Derivada de l'oposició a la disposició transitòria quarta, s'escindeix un sector navarrès de UCD i forma "Unió del Poble Navarrès" (UPN), que després de la desaparició de la "Aliança Foral", assumirà com propis els principis bàsics del "foralisme tradicional", en clara oposició al navarrisme basquista.
- La Diputació existent era inoperant i ni tan sols tenia un reglament de funcionament, no va ser si no arran de l'assassinat el 3 de juny de 1979 de l'ecologista Gladys del Estal per un tret efectuat pel Guàrdia Civil José Martínez Sales, que la Diputació decideix efectuar-ne una condemna que no resulta possible fer en el moment per la ressenyada falta d'un reglament, en 24 hores s'elaboren unes normes bàsiques i es realitza la condemna dels fets.
- Al desembre de 1979, la Comissió de Règim Foral del Parlament Foral de Navarra, amb els vots de la UCD, UPN i PSOE, va rebutjar una moció presentada per Euskadiko Ezkerra per a convocar el referèndum previst en la disposició transitòria quarta de la Constitució Espanyola per a decidir sobre la integració de Navarresa al País Basc.
- El vicepresident del Parlament va ser empresonat per dues vegades aplicant-se-li la Llei antiterrorista no arribant-se a celebrar cap judici pels quals va ser detingut, tal com succeís per tres vegades amb diferents càrrecs electes.[5]

## Tramitació
UCD, PSE-PSOE, UPN i Partit Carlista van promoure la vigent "Llei Orgànica de Reintegració i Amillorament del Règim Foral de Navarra", en un procés que duraria més de dos anys. Promulgats que fossin els Estatuts d'Autonomia de les denominades comunitats històriques, Navarra intentava imitar els seus ordenaments, però després del fallit cop d'estat de 1981 i consegüent promulgació de la LOAPA (llei que pretenia reconduir la situació autonòmica, que per alguns sectors es considerava desbordada després dels Estatuts abans referits), va suposar que Navarra hagués d'adaptar el seu text i limitar-lo d'acord amb aquesta Llei. Les limitacions imposades per la LOAPA, encara que fos declarada inconstitucional en 1983, van afectar l'"Amillorament", que es va tramitar com els Estatuts de les comunitats de l'article 143 de la Constitució, que tenien menors competències que les comunitats considerades històriques; així no es podia dissoldre el parlament i convocar noves eleccions i la llista més votada havia de presidir el govern "automàticament", a causa d'això es van succeir posteriorment gran nombre de governs en franca minoria, repercutint en l'estabilitat institucional.
Malgrat que la policia foral tenia competències de Tràfic fins a finals dels anys 60, el text no va poder recollir-les el que avui dia impossibilita la creació d'una Policia Foral integral Per a la redacció de l'articulat de la Llei es va formar una comissió composta per set membres que representaven UCD, AP i PSOE, excloent-se de la mateixa als sectors basquistes, que va negociar amb altra comissió formada per l'Estat que va mantenir un total de 12 reunions oficials. El President de la Diputació i promotor del projecte, Jaime Ignacio del Burgo, havia estat destituído del seu càrrec (i substituït per Juan Manuel Arza Muñazuri) per acusacions de corrupció (Cas FASA), de les quals va anar posteriorment absolt, però va formar part de la Comissió negociadora per part de l'Estat. La llei va ser aprovada pel parlament Foral el 15 de març de 1982, amb 49 vots a favor (els d'UCD, PSE-PSOE, UPN i Partit Carlí) i 5 en contra (PNB i EE). A la sessió no van assistir els 16 parlamentaris restants (Herri Batasuna i membres d'agrupacions electorals afins). Posteriorment va ser aprovada per les Corts Generals, entrant en vigor el 16 d'agost de 1982. La llei es va aprovar sense requerir la seva ratificació en un referèndum de la població navarresa.

## Contingut
El seu contingut és similar a la d'un Estatut d'Autonomia: organització de les institucions de la comunitat, competències, etc. La seva principal diferència va ser el sistema d'elaboració, mitjançant una negociació i posterior pacte entre la Diputació Foral de Navarra i el Govern. El conveni econòmic havia estat ja reconegut en 1978 pel que el seu reconeixement no va suposar cap problema per a la seva tramitació. La LORAFNA instaura la zonificació lingüística a Navarra i reconeix el caràcter cooficial del "basc" en aquestes "zones bascoparlants" (Art.9).
Tenint en compte que, com s'ha esmentat anteriorment, la disposició transitòria quarta de la Constitució espanyola preveia una possibilitat d'incorporació de Navarra a les províncies basques, l'Amillorament inclou un mecanisme perquè Navarra pugui abandonar aquesta unió (disposició addicional segona).
Així mateix, expressament habilita la possibilitat de pactar "convenis" (art.70.2) i "acords de cooperació" (art.70.3) amb les comunitats limítrofes (Aragó, La Rioja i País Basc).
Curiosament l'Amillorament no és reformable unilateralment i per a la seva anul·lació o modificació bastaria que una formació obtingués la majoria parlamentària en la càmera navarresa i en les corts espanyoles, fet que repetidament ha succeït durant els governs socialistes i populars sense que s'hagi realitzat cap canvi en el text.

## Significat
Guiats per un esperit basat en el foralisme tradicional, es pretenia donar continuïtat de la Llei de derogació foral la Llei paccionada de 16 d'agost de 1841 i, per això, no es va considerar la posiblidad de sotmetre la Llei a referendum, sent aprovada a Madrid mitjançant lectura única tal com es fes amb la citada Llei de 1841 i com a tal té la consideració de llei estatal. Aquest sentiment és perceptible en el preàmbul del text.
L'Amillorament es basa en el concepte d'"autonomia originària" i no de "sobirania originària" del poble navarrès, és a dir que la ciutadania no pot canviar el que la història ha determinat per a Navarra, sent aquesta la raó per la qual no es pot realitzar un referendum; aquest pensament va rebre influències d'autors com l'ideòleg Juan Vázquez de Mella. No se sol utilitzar tampoc comunament el concepte de "nacionalitat" previst constitucionalment per a referir-se a Navarra i es prefereix la denominació de "comunitat foral". Hi ha autors que han negat que l'Amillorament tingui naturalesa d'Estatut d'Autonomia, assenyalant que es tractaria d'un pacte entre Navarra i l'Estat que ve a actualitzar el contingut en la Llei de Modificació de Furs de 1841 (Llei Paccionada Navarresa).
Mentre altres autors opinen que l'Amillorament té una naturalesa bifrontal: d'un costat és un autèntic Estatut d'Autonomia que organitza Navarra com a Comunitat Autònoma i d'altre costat és també un pacte foral i per això Navarra no és una Comunitat Autònoma, sinó que té un caràcter singular i per això es denomina Comunitat Foral. Per la seva banda altres sectors avui minoritaris, entre els quals es troben historiadors com Bartolome Clavero, opinen que el poble de Navarra és "subjecte de sobirania" i està reconegut en la disposició addicional primera del text constitucional i solament a ell li correspon lliurement decidir el seu status i identitat, sense que ésté determinat per fets històrics anteriors.
El 2006 van ser dues les sentències dels alts tribunals de l'Estat que expressen que l'Amillorament és un "Estatut d'Autonomia" més. Actualment la majoria de partits navarresos (Nabai, PSN, IUN) estarien a favor de sotmetre una reforma del'Amillorament a referèndum, tenint en compte que algunes comunitats ja han realitzat en dates recents canvis substancials en els seus estatuts per a adaptar-los a les noves realitats (Unió Europea, ...). No han prosperat diversos intents per part d'Aralar i del PNB de realitzar una reforma del text de la LORAFNA que, en 2007, complix els seus 25 anys d'existència.